# Acsa
Acsa (hongrois : Acsa [ˈɒt͡ʃɒ] ; slovaque : Jača) est une localité hongroise située dans le comitat de Pest.

## Nom et attributs

### Toponymie
Le nom actuel de la localité provient, selon les connaissances actuelles, du prénom Acha, probablement dérivé du mot vieux-turc aca, signifiant « parent ».

## Site et localisation

### Topographie et hydrographie
La localité est située au pied du Cserhát, le long du cours supérieur du ruisseau Galga, à la frontière entre le comitat de Pest et le comitat de Nógrád. Elle se trouve à 60 km au nord-est de Budapest, à 25 km à l'est de Vác et à 25 km au nord d'Aszód.

## Histoire
La région était déjà habitée à l'époque de la conquête hongroise, comme l'attestent des découvertes archéologiques effectuées aux alentours de la localité. Le plus ancien document écrit mentionnant Acsa date de 1341, où elle apparaît sous la forme Acha. À cette époque, elle était la propriété de la famille Achai. En 1344, elle appartenait à Márton, fils de Berend d'Acsai. Un document de 1347 mentionne également l'existence d'une église dans le village.
En 1422, Miklós Garai, alors palatin de Hongrie, en devint le propriétaire.
Sous l'occupation ottomane, entre 1562 et 1563, la localité était rattachée au sandjak de Buda et devait payer un impôt de 6 768 akçes. En 1559, le village ne comptait plus que 13 maisons.
Après son dépeuplement, Acsa fut repeuplée par des Slovaques. Au XVIIe siècle, elle était la propriété de Tamás Bosnyák et de la famille Mocsáry. En 1647, lors d'un partage de terres, une partie d'Acsa revint à Judit Bosnyák, épouse d'Imre Balassa, puis fut transmise par descendance aux familles Koháry et Barkóczy. En 1731, Krisztina Barkóczy, épouse du comte Sándor Károlyi, échangea son domaine d'Acsa avec Gábor I Prónay. L'autre moitié d'Acsa, appartenant à la famille Mocsáry, fut intégrée à l'héritage de Borbála Mocsáry, épouse de Ferenc Aszalay, et passa également à Gábor I Prónay en 1744.
Gábor I Prónay fit construire une église luthérienne en pierre à l'emplacement d'une ancienne église médiévale remplacée entre-temps par une chapelle en bois. Entre 1735 et 1740, il fit également édifier un château à quatre tours sur une colline voisine. Ses fils, László et Gábor II, perpétuèrent son œuvre. László fit construire un nouveau château à étages près du premier édifice, tandis que Gábor II transforma l'ancien château en bibliothèque contenant plus de 15 000 volumes. Plus tard, Dezső Prónay enrichit cette collection d'un vaste fonds d'archives familiales et d'autres objets historiques, parmi lesquels les épées de Báthory István et Bethlen Gábor, ainsi que le tablier de jeu du prince Mihály Apafi.
Le second château fut en partie modifié par le baron Sylvester Gábor Prónay, qui y installa une bibliothèque de 4 000 volumes, comprenant une centaine d'ouvrages rares imprimés avant 1710.
En 1910, la localité comptait 1 168 habitants, dont 929 Hongrois et 239 Slovaques. La répartition religieuse était la suivante : 888 luthériens, 237 catholiques romains et 27 juifs.
Au début du XXe siècle, Acsa faisait partie du district de Vác, au sein du comitat de Pest-Pilis-Solt-Kiskun.

## Population

### Tendances démographiques
La population d'Acsa a évolué entre 2013 et 2024, avec les chiffres suivants : 1 407 habitants en 2013, 1 402 en 2014, 1 390 en 2018, 1 386 en 2021, 1 276 en 2022, 1 297 en 2023, et 1 291 en 2024.

### Minorités culturelles et religieuses
Lors du recensement de 2011, 83,1 % des habitants se déclaraient Hongrois, 10,1 % Roms, 8,6 % Slovaques et 0,4 % Allemands (16,8 % n'ont pas répondu ; en raison des identités multiples, le total peut dépasser 100 %). La répartition religieuse était de 20,5 % de catholiques romains, 47,7 % de luthériens, 1,8 % de réformés et 6,8 % de personnes sans affiliation religieuse (21,2 % n'ont pas répondu).
En 2022, 93,7 % des habitants se déclaraient Hongrois, 10,5 % Roms, 8,3 % Slovaques, tandis que 0,2 % se revendiquaient Allemands, Arméniens, Bulgares, Polonais ou Roumains, 0,1 % Slovènes et 1,8 % d'une autre nationalité étrangère (6,1 % n'ont pas répondu). Concernant la religion, 36,5 % des habitants étaient luthériens, 15,4 % catholiques romains, 1,9 % réformés, 0,9 % gréco-catholiques, 0,1 % juifs, 1,6 % d'une autre confession chrétienne, 0,4 % d'une autre confession catholique et 8,3 % sans appartenance religieuse (35 % n'ont pas répondu).

## Équipements

### Vie culturelle
Acsa compte une importante population d'origine slovaque, qui perpétue son identité à travers des groupes de préservation des traditions. En 1877, Galgóczy écrivait à ce sujet : « Jacsa est une localité slovaque, avec peu de Hongrois et quelques Allemands, située à la frontière du côté du comitat de Nógrád. » (« Tótosan Jacsa, kevés magyarral, némettel vegyül itt tót község, Nógrád megye felé eső határán. »)

### Réseaux extra-urbains
La localité est accessible par la route 2106 depuis Vác, ainsi que par la route 2108, en provenance d'Aszód ou de Balassagyarmat.
Elle est desservie par la ligne ferroviaire Aszód–Balassagyarmat–Ipolytarnóc, avec une gare située sur son territoire : la gare d'Acsa-Erdőkürt, implantée à la périphérie nord de la localité. Elle est accessible via une route secondaire, la route 21 322, qui bifurque depuis la route 2108.
La localité est également desservie par plusieurs lignes de bus interurbains, notamment les lignes 316, 338 et 460.

## Patrimoine urbain
Le château baroque Prónay a été construit entre 1735 et 1740 sur les plans de Giovanni Battista Carlone. En 2019, il n'était pas accessible au public.
Le château d'Újlak (Acsaújlak) est une autre demeure notable de la localité.
Au nord de la localité se trouvent les ruines du château de Csővár, vestiges d'une fortification médiévale.
L'église catholique romaine, construite en 1747, est un édifice religieux remarquable de la commune.
Acsa possède également un musée villageois, retraçant l'histoire et les traditions locales.

## La ville dans les représentations
Le film Brazilok, réalisé par M. Kiss Csaba et Gábor Rohonyi, se déroule à Acsa et y a également été tourné.

## Personnalités liées à la localité
Acsa est le lieu de naissance de Sándor Prónay (*1760-?), chevalier à l'éperon d'or et chambellan royal.